# Think Like a Man
Think Like a Man (Piensa como hombre en Hispanoamérica, y En qué piensan los hombres en España) es una película de comedia estadounidense de 2012, dirigida por Tim Story, escrita por Keith Marryman y David A. Newman, y basada en el libro Act Like a Lady, Think Like a Man (Actúa como dama, piensa como hombre), de Steve Harvey. La película fue estrenada el 20 de abril de 2012.

## Sinopsis
La película cuenta la vida de cuatro parejas. Cada una de las mujeres son lectoras del libro Act Like a Lady, Think Like a Man, de Steve Harvey. Cuando los hombres se dan cuenta de que sus mujeres están siguiendo los consejos de Harvey, intentan sacar partido de sus parejas, lo que más tarde resulta contraproducente.

## Reparto
- Michael Ealy como Dominic.
- Jerry Ferrara como Jeremy.
- Meagan Good como Mya.
- Regina Hall como Candace.
- Kevin Hart como Cedric.
- Terrence J como Michael.
- Taraji P. Henson como Lauren.
- Romany Malco como Zeke.
- Gabrielle Union como Kristen.
- Steve Harvey como él mismo.
- Gary Owen como Bennett.
- Chris Brown como Álex.
- Wendy Williams como Gail.
- Tony Rock como Xavier.
- La La Anthony como Sonia.
- Sherri Shepherd como Vicki.
- Tika Sumpter como novia de Dominic.
- Keri Hilson como Heather.
- Kelly Rowland como Brenda.
- Jenifer Lewis como Loretta.
- Morris Chestnut como James.
- Luenell como tía Winnie.

Varios jugadores profesionales de baloncesto hicieron cameos representándose a sí mismos:
- Matt Barnes
- Shannon Brown
- Rasual Butler
- Darren Collison
- Lisa Leslie
- Metta World Peace

## Recepción

### Respuesta de la crítica
La película ha recibido generalmente críticas mixtas. En Rotten Tomatoes, la película mantiene una calificación «mixta» del 52%, basada en 79 comentarios y una calificación media de 5.6 /10, con el siguiente consenso: «Think like a man es una típica comedia romántica que cuenta la historia de otro modo, cuyo auge está dado por su comprometido —y atractivo— reparto, resultando en una muestra graciosa del romance moderno». La película también tiene una puntuación de 51 en Metacritic, basada en 30 comentarios, indicando «comentarios mixtos».
Roger Ebert del Chicago Sun-Times considera que un problema grave con la película es que está basada, y se toma muy en serio los consejos dados en el libro en que se basa, comentando que tal enfoque «podría haber funcionado como una comedia absurda o una sátira, ¿pero se puede creer por un momento en personajes tan ingenuos como para vivir realmente sus vidas siguiendo los consejos de Steve Harvey? El resultado es un ejercicio tedioso que da vueltas a lo largo de varias historias prefabricadas definidas por el consejo que cada pareja necesita (o no necesita)». Sin embargo, Ebert llamó al elenco «excepcional», señalando, en particular, las actuaciones de Meagan Good y Kevin Hart. Owen Gleiberman de Entertainment Weekly también elogió las interpretaciones de Good y de Hart, así como la actuación de Romany Malco. Él finalmente calificó la película con una «B-», escribiendo que «resulta laborioso el seguimiento de los noviazgos como si fuera un proyecto de ciencias donde las historias de amor del tamaño de un bocado carecen de espontaneidad». En una valoración positiva, Michael Phillips del Chicago Tribune elogió la película por «apegarse a una fórmula sin caer presa de ella» y comentó que «el factor del lugar frecuentado es considerable, pues los encantos de los actores son considerables».

### Taquilla
Think like a man recaudó más de $33.7 millones durante su primer fin de semana, un logro que puso fin a las cuatro semanas de Los juegos del hambre en el lugar #1 en la taquilla de EE. UU. La película de comedia romántica se mantuvo en la cima de la competición durante su segunda semana, superando así a los nuevos estrenos como ¡Piratas! Una loca aventura (#2) y The five-year engagement (#5) con unos todavía impresionantes $17.6 millones. Al 6 de junio de 2012, Think like a man ha recaudado $89 914 752, entre los Estados Unidos y Canadá, junto con $1 717 834 en otros países, para un total mundial de $91 632 586. El presupuesto de la producción de la película fue de $12.5 millones.

## Banda sonora
La banda sonora de la película incluye canciones interpretadas por Kelly Rowland, Jennifer Hudson, Keri Hilson, John Legend y Future.
| Banda sonora original |                                              |                                                                                                  |                        |          |  |
| N.º                   | Título                                       | Escritor(es)                                                                                     | Intérprete(s)          | Duración |  |
| 1.                    | «Think Like a Man» (con Rick Ross)           | Ne-Yo, Harmony David Samuels, Al Sherrod Lambert, Courtney Harrell, Eric Bellinger               | Jennifer Hudson, Ne-Yo | 4:01     |  |
| 2.                    | «Tonight (Best You Ever Had)» (con Ludacris) | Allen Arthur, Christopher Bridges, Keith Justice, Miguel Pimentel, Clayton Reilly, John Stephens | John Legend            | 3:59     |  |
| 3.                    | «Need a Reason» (con Future y Bei Maejor)    | Kelly Rowland, Bei Maejor, Vanessa Carlton, T. Boi                                               | Kelly Rowland          | 4:16     |  |
| 4.                    | «Won't Make a Fool Out of You»               | Marcus Canty                                                                                     | Marcus Canty           | 4:13     |  |
| 5.                    | «Baby Be Mine»                               | Rod Temperton                                                                                    | Quadron                | 4:17     |  |
| 6.                    | «That's the Way of the World»                | Maurice White, Charles Stepney, Verdine White                                                    | Earth, Wind & Fire     | 5:45     |  |
| 7.                    | «Freedom Ride»                               | Keri Hilson, Arden Altino, Olivier Castelli, Akene Dunkley, Jerry Duplesis                       | Keri Hilson            | 3:43     |  |
| 8.                    | «Shake That Jelly»                           | Patrizio Pigliapoco, Christopher Trujillo, William Wesson                                        | Billy Wes              | 3:15     |  |
| 9.                    | «Same ol BS»                                 | Ronnie Jackson, Philip Cornish, Eric Cire                                                        | RaVaughn               | 3:44     |  |
| 10.                   | «Fire»                                       | Brandon Hines, Antoine Harris, J-Hype                                                            | Brandon Hines          | 3:47     |  |
| 11.                   | «Motion Picture»                             | Future                                                                                           | Future                 | 4:04     |  |
| 12.                   | «Never Too Much»                             | Luther Vandross                                                                                  | Luther Vandross        | 3:50     |  |
| 13.                   | «Talking To The Moon»                        | Bruno Mars                                                                                       | Bruno Mars             | 3:31     |  |
| 48:50                 |                                              |                                                                                                  |                        |          |  |